# Aulacophora carinicauda
Aulacophora carinicauda là một loài bọ cánh cứng trong họ Chrysomelidae. Loài này được Chen & Kung miêu tả khoa học năm 1959.